# Acacia fleckii
Acacia fleckii é uma espécie de leguminosa do gênero Acacia, pertencente à família Fabaceae.